# Silnowo (gmina)
Silnowo (do 1954 Krągi, od 1994 Borne Sulinowo) – dawna gmina wiejska (w latach 1993–1994 miejsko-wiejska) istniejąca w latach 1973–1994 w woj. koszalińskim (dzisiejsze woj. zachodniopomorskie). Siedzibą władz gminy było Silnowo.
Gmina Silnowo została utworzona 1 stycznia 1973 w powiecie szczecineckim w woj. koszalińskim. 1 czerwca 1975 gmina weszła w skład nowo utworzonego (mniejszego) woj. koszalińskiego.
2 października 1993 roku miejscowość Borne Sulinowo na terenie gminy otrzymała prawa miejskie, przez co gmina zmieniła charakter na miejsko-wiejski. Siedziba pozostała jednak w Silnowie. Był to rzadki przypadek kiedy siedziba gminy miejsko-wiejskiej leżała we wsi (porównaj gmina Święta Katarzyna oraz gmina Nowe Skalmierzyce).
31 grudnia 1994 roku siedziba władz gminy została przeniesiona do Bornego Sulinowa z jednoczesną zmianą nazwy na gmina Borne Sulinowo. Przyczyną zmiany było otwarcie miasta Borne Sulinowo i sąsiednich terenów. W latach 1945–1992 tereny te zajmowała Armia Czerwona i były one niedostępne dla ludności cywilnej.